# Драма (округ)
Округ Драма је округ у периферији Источна Македонија и Тракија и историјској покрајини Македонији, у северној Грчкој. Управно средиште округа је град Драма.
Округ Драма је успостављен 2011. године на месту некадашње префектуре, која је имала исти назив, обухват и границе.

## Природне одлике
Округ Драма налази се на северу Грчке и својом северном границом је погранична према Бугарској. На крајњем југу округ се налази на 10-ак километара од врха Орфанског залива Егејског мора. На западу се овај округ граничи са округом Сер, са југозапада округом Кавала и на истоку са округом Ксанти.
Подручје Драмском округа обухвата долине река Месте у источном делу и Драме у западном делу, а по ободу се налази низ планина: Славјанка на севрозападу, Сминица на западу, Боздаг на североистоку. На крајњем северу налази се позната планина Родопи. Долински део на крајњем југозападу префектуре је погодан за земљорадњу.
Клима је измењено средоземна у долинама, јер се утицаји са Средоземља мешају са утицајима из унутрашњости Балкана (топлија лета и хладније зиме). У планинским крајевима клима је знатно оштрија, континентална.

## Историја
На подручју округа Драма откривени остаци праисторијског човека. Током старогрчког времена ова област била је заостала и са мањим насељем на месту данашњем града Драме. Током римског времена ово подручје је знатно напредовало, пре свега захваљујући добром положају на путу Игњација. На крају овог раздобља у време провале варвара на ово подручје млада византијска држава је од овог места направила знатно утврђење.
1383. год. подручје Драме су заузеле Османлије. Удео хришћана је брзо опадао у следећим вековима, па су већ у 16. веку муслимани чинили око 40% месног становништва. Тада се јављају се и јевреји. Током 18. и 19. века десио се пораст производње, а у вези са тим и становништва, највише муслиманског. У 19. веку најважнија гајена култура постаје дуван.
Током 20. века у подручју Драме десиле су се знатне промене. 1912. г. Првим балканским ратом дотад турско подручје постаје део савремене Грчке, али је већ следеће године (1913. г.) град био под кратком бугарском окупацијом, а затим враћен Грчкој. После тога, услед Грчко-турског рата 1922-23, дошло је до исељавља Турака и досељавања Грка из Мале Азије. Ово је довело до великих промена у структури становништва и оно је после ових дешавања постало хомогено, искључиво грчко.

## Становништво
По последњим проценама из 2005. године округ Драма је имао око 110.000 становника, од чега више од 50% живи у седишту округа, граду Драми (највиши постотак у држави међу руралнијим оркузима).
Етнички састав: Главно становништво округа су Грци, од којих многи воде порекло од избеглица из Мале Азије, уз присуство словенске мањине. Последњих година овде се населио и омањи број насељеника из целог света.
Густина насељености је око 30 ст./км2, што је много мање од просека Грчке (око 80 ст./км2). Равничарски део око града Драме је много боље насељен него планинска област на северу.

## Управна подела и насеља
Округ Драма се дели на 5 општина:
1. Драма
2. Доксат
3. Зрново
4. Паранести
5. Просечен

Драма је седиште округа и једино веће насеље (> 10.000 ст.) у округу.

## Привреда
Округ Драма спада у слабије развијене округе Грчке. Главне привредне гране су пољопривреда, шумарство и лака индустрија.